# 미켈 곤살레스 마르티네스
미켈 곤살레스 데 마르틴 마르티네스(스페인어:Mikel González de Martín Martínez, 1985년 9월 24일 ~ )는 AEK 라르나카 소속 축구 선수다.